# АСИМО
Напредни Корак у Иновативној Мобилности (АСИМО) (енгл. Advanced Step in Innovative MObility) је хуманоидни робот дизајниран и развијен од стране Хонде. Уведен је 21. октобра 2000, а АСИМО је дизајниран да буде мулти-функционални мобилни асистент. АСИМО се често користи у демонстрацијама широм света да подстакне изучавање науке и математике. Висок је 130 центиметара, и тежак 48 килограма. Дизајниран је да ради у реалном окружењу. Може да хода и креће се брзином од 6 километара на сат.

## Развој
Хонда је почела развој хуманоидних робота 1980, укључујући и неколико прототипова који су претходили АСИМА. Циљ компаније је био да створи ходајућег робота који би могао не само да се прилагоди и комуницира са људима, него и да побољша квалитет живота. Е0 је био први модел проиведени као део Хонда Е серије, која је радила експерименте између 1986. и 1993. са циљем да створи хуманоидног робота. Ове експерименте је пратила Хонда П серија која је стварала хуманоидне роботе са бежичним покретима од 1993. до 1997.. Истраживање спроведено од стране Е и П серије је довело до стварања АСИМА. Развој је почео у Јапану, 1999, а АСИМО је откривен за јавност у октобру 2000..